# Pierre Sagna
Pour les articles homonymes, voir Sagna.
Pierre Émmanuel Sagna, abrégé Pierre Sagna né le 21 août 1990 à Dakar, est un footballeur franco-sénégalais. Il évolue au poste de défenseur droit.

## Carrière
Formé au Valenciennes FC, il n'y signe pas professionnel et s'engage en troisième division portugaise, au GD Chaves, sur les conseils de son agent. Il évolue en troisième puis en seconde division avant d'être transféré au Moreirense FC, en Liga NOS.
Le 4 juillet 2023, il retrouve la France en signant au Dijon FCO, pensionnaire de National 1. Mais son aventure en Côte d'Or sera de courte durée puisque  son contrat sera  résilié le décembre de la même année après n'avoir disputé aucun match avec le club bourguignon. C’est par la suite qu’il rebondit au club Deportivo d’Alverca pensionnaire de 3 ème division portugaise, ou il remportera le titre de champion devant des équipes comme la réserve de Braga. Actuellement Pierre Sagna est à la recherche d’un dernier gros challenge, selon les dire encore au Portugal.

## Statistiques
| Saison                | Club                  | Championnat           | Championnat | Championnat | Coupe nationale | Coupe nationale | Coupe de la Ligue | Coupe de la Ligue | Total | Total |
| Saison                | Club                  | Division              | M.          | B.          | M.              | B.              | M.                | B.                | M.    | B.    |
| 2011-2012             | GD Chaves             | D3                    | 11          | 0           | 0               | 0               | -                 | -                 | 11    | 0     |
| 2012-2013             | GD Chaves             | D3                    | 21          | 0           | 0               | 0               | -                 | -                 | 21    | 0     |
| 2013-2014             | GD Chaves             | D2                    | 26          | 0           | 1               | 0               | 3                 | 0                 | 30    | 0     |
| 2014-2015             | GD Chaves             | D2                    | 23          | 1           | 2               | 0               | 4                 | 0                 | 29    | 1     |
| Sous-total            | Sous-total            | Sous-total            | 81          | 1           | 3               | 0               | 7                 | 0                 | 91    | 1     |
| 2015-2016             | Moreirense FC         | D1                    | 26          | 1           | 0               | 0               | 1                 | 0                 | 27    | 1     |
| 2016-2017             | Moreirense FC         | D1                    | 29          | 0           | 0               | 0               | 2                 | 0                 | 31    | 0     |
| Sous-total            | Sous-total            | Sous-total            | 55          | 1           | 0               | 0               | 3                 | 0                 | 58    | 1     |
| Total sur la carrière | Total sur la carrière | Total sur la carrière | 136         | 2           | 3               | 0               | 10                | 0                 | 149   | 2     |

## Palmarès
Il remporte le championnat du Portugal de troisième division en 2012-2013 avec le GD Chaves. Il gagne aussi la Coupe de la ligue portugaise en 2016-2017 avec le Moreirense FC.